# Marcelo Oxenford
Marcelo Ricardo Oxenford Borton (Buenos Aires, 21 de septiembre de 1947), conocido como Marcelo Oxenford, es un primer actor, presentador de televisión, profesor de teatro y director de escena argentino nacionalizado peruano. Dentro de sus varios papeles, es más conocido por el rol estelar de Mariano Pen-davis en la serie televisiva Al fondo hay sitio.

## Biografía
Nacido en Argentina, su madre labora directora de escuela y a su padre le pertenece una agencia de venta de carros.
Estudia con padres franciscanos en el Colegio Euskalechea de Buenos Aires. 
Oxenford labora temporalmente como modelo y maestro de ceremonias en la capital de argentina.
Llega al Perú como gerente de ventas para una marca de gaseosas, cuando es contratado para actuar en la telenovela La casa de enfrente en 1985, emitida por Panamericana Televisión.
Seguidamente, actúa en las telenovelas María Emilia, querida, Girasoles para Lucía y María Rosa, búscame una esposa.
En el año 2000, actúa en la serie Vidas prestadas, y el año siguiente en las telenovelas Cazando a un millonario y Soledad.
En 2004, actúa en las telenovelas Tormenta de pasiones y Besos robados.
En 2007, actúa en la obra teatral de comedia Marido + mujer = desastre, bajo la dirección de Osvaldo Cattone.
En 2008 conduce el programa concurso La hora de la fortuna, bajo la dirección de Guillermo Guille.
De 2009 a 2012, actúa en la serie de televisión Al fondo hay sitio como Mariano Pen-Davis. 
En 2011, participa en un episodio de la serie Puertas al más allá para Discovery Channel.
En 2017, actúa en la serie De vuelta al barrio e interpreta a Enzo Gallardo.

## Vida personal
Marcelo Oxenford está casado con la primera actriz peruana Yvonne Frayssinet, con quien tiene una hija: Lucía Oxenford, quién se desempeña en la actualidad como actriz, modelo y productora.Anteriormente, se casó con la argentina Liliana Tuja, con quién tuvo 4 hijos; una de ellos, Juliana Oxenford, es periodista. 

## Otras actividades
Oxenford se desempeña por algún tiempo como gerente de ventas para una marca de gaseosas en el Perú

## Docente
Oxenford asume el cargo de director del Teatro Municipal del Callao Alejandro Granda en 2007.
En 2011, está al frente del taller de actuación dirigido al adulto mayor en el auditorio del Parque de la Amistad, en Santiago de Surco, por encargo de la municipalidad.
Desde 2013, se encarga de dictar clases de teatro en la Escuela de Teatro Marcelo Oxenford.

## Filmografía

### Cine
- 007 - Hue Bond: Un polvo no basta (Cortometraje) (2013) como Apolinario Vergara.

### Televisión

#### Series y telenovelas
- La casa de enfrente (1985).
- Natacha (1990).
- Gorrión (1994–1995).
- Secretos (1998) como Raúl.
- Isabella, mujer enamorada (1999) como Padre de Sebastián.
- María Emilia, querida (1999–2000) como Julio César Espinoza.
- Girasoles para Lucía (1999–2000) como Tito Mendieta.
- María Rosa, búscame una esposa (2000) como Fidel.
- Vidas prestadas (2000) como Óscar Salinas.
- Milagros (2000–2001).
- Cazando a un millonario (2001) como Diseñador.
- Soledad (2001–2002) como Don Octavio Salazar.
- Mil Oficios o 1000 Oficios (2002).
- Todo sobre Camila (2002–2003) como Felipe Bayon.
- Besos robados (2004) como Jerry Watson.
- Tormenta de pasiones (2004–2005) como Germán Del Castillo.
- Las Vírgenes de la Cumbia (2005) como Kiko.
- Nunca te diré adiós (2005).
- Las Vírgenes de la Cumbia 2 (2006) como Kiko.
- Teatro desde el Teatro (2006) como Varios Roles.
- Camote y Paquete: Camino a casa (2006) como Juan.
- Camote y Paquete: Aventura de Navidad (2006–2007) como Juan.
- Rita y Yo (2007) como "Pichuso".
- Así es la vida (2007) como Doménico Vicich.
- Al fondo hay sitio (2009–2012 en rol principal; 2013-2016, 2023 en rol invitado) como Dr. Mariano Tadeo Pen-Davis / "El Pendeivis".
- Puertas al más allá (2011) como Contador (Episodio: El abuelo).
- Ven, Baila, Quinceañera (2015–2016) como Bruno Castillo Quintana.
- Amores que matan (2016) (Episodio: Racismo).
- VBQ: Todo Por La Fama (2016–2017) como Bruno Castillo Quintana.
- De vuelta al barrio (2017) como Enzo Gallardo.
- La rosa de Guadalupe: Perú (2020).
- La academia: Desafío y fama (2021).

#### Programas
- Casi en serio (2002–2003) como Él mismo (Presentador).
- Baila con las estrellas (2005) como Él mismo (Concursante).
- El Miss Perú 2006 (Edición Especial) (2006) como Presentador.
- La Hora de la Fortuna (2008) como Él mismo (Presentador).
- Hombres trabajando para ellas (2010) como Él mismo (Presentador).
- Teletón 2011: Unámonos para cambiar pena por alegría (Edición Especial) (2011) como Él mismo (Enlace Externo).
- Amor, Amor, Amor (2013) como Él mismo (Invitado).
- El especial del humor (2013) como Él mismo (Invitado).
- Mujeres Sin Filtro (2018) como Él mismo (Invitado).
- Sermelito espectáculos (2020) como Él mismo (Invitado).
- De aventura (2022) como Él mismo (Invitado).

### Spots publicitarios
- América Televisión (2010) como Mariano Pen-Davis.
- Frugo Kards: Al fondo hay sitio (2010) como Mariano Pen-Davis.
- Sueñatex (2020) (Con Yvonne Frayssinet) como Imagen comercial.

### Vídeos musicales
- Otra vez tú (2011) (De Marina Yafac) como Mariano Pen-Davis.
- Al fondo hay sitio (2016) (De Tommy Portugal) como Mariano Pen-Davis.
- Las Lomas (2016) (De Juan Carlos Fernández) como Mariano Pen-Davis.

### Giras televisivas
- Al fondo hay sitio: Festival Peruano de Nueva Jersey (2010).[9]
- Al fondo hay sitio: Estadio Santa Cruz de Bolivia (2010).[10]
- Al fondo hay sitio: Estadio Santa Cruz de Bolivia (2012).[11]

## Radio
- CPN Radio (Programación Nocturna Radial) (2005) como Locutor.

## Teatro
- Jefe de utilería.
- Mi primera obra teatral (2007) (Director).
- Marido + mujer = desastre (2007).
- La sagrada familia (2010).[12]
- Una mamá de película (2014) (Director).
- Pareja abierta (2016, reposiciones en 2021 y 2022).

## Eventos

### Certámenes de belleza
- El Miss Perú 2006 (2006) como Presentador.
- El MIss Belleza Universitaria (El MBU) 2011 (2011) como Jurado.

### Circos
- Circo de Al fondo hay sitio (2010) como Mariano Pen-Davis (Él mismo).[13]